# Гальперн, Владимир Иванович
Влади́мир Ива́нович Га́льперн (1919—1944) — гвардии старший лейтенант бронетанковых войск Красной Армии, Герой Советского Союза (1945).

## Биография
Родился 15 июля 1919 года в Петрограде в рабочей семье. Окончил семь классов и ФЗУ. Работал шофёром. В 1939 году призван Куйбышевским РВК г. Ленинграда в Красную Армию. Окончил Челябинское танко-техническое училище.
С июня 1941 года — на фронтах Великой Отечественной войны: Волховском, Калининском, 1-м Белорусском, 2-м и 3-м Украинском. В 1942 году вступил в ВКП(б).
Будучи командиром танкового (КВ-122) взвода 30-го отдельного гвардейского тяжёлого танкового полка (2-й гвардейский механизированный Николаевский корпус, 46-я армия, 3-й Украинский фронт) гвардии старший лейтенант Гальперн с боями прошёл 980 км. Его танк отработал 265 моточасов без ремонта. Принимая участие во всех боях от Кечкемета до Будапешта, на своём танке уничтожил 6 танков противника (из них один «Тигр»), самоходное орудие «Фердинанд», 10 орудий разного калибра, 2 самолёта, железнодорожный состав, свыше 100 солдат и офицеров противника.
Утром 25 декабря 1944 года, преследуя врага, взвод первым ворвался на окраину Будапешта. Своим танком Гальперн уничтожил артиллерийскую батарею и до 30 солдат и офицеров противника. От прямого попадания вражеского снаряда танк загорелся. Превозмогая боль от ожогов, продолжал разить гитлеровцев из пулемёта. Когда огонь охватил весь танк, Владимир Гальперн, полуобгоревший, вышел из машины и с револьвером в руках расстреливал наседающих солдат врага, пока не погиб.
Похоронен на кладбище Керепеши (южная окраина Пипотмезе, ныне в черте Будапешта).

## Награды
Звание Героя Советского Союза присвоено 24 марта 1945 года посмертно. Награждён также орденом Ленина.